# ジェームズ・サムナー
ジェームズ・バチェラー・サムナー（James Batcheller Sumner, 1887年11月19日 - 1955年8月12日）は、アメリカ合衆国マサチューセッツ州カントン出身の化学者で、1946年のノーベル化学賞受賞者である。

## 生涯
17歳のとき、狩猟中の事故で左腕半分を切断した。1910年にハーバード大学卒業。1912年にハーバード医療学校で生化学を学び、1914年に博士号を取得。その後コーネル大学医学部の助教授となった。コーネル大学では酵素の単離に取り組み、ウレアーゼを結晶化することに成功した。しかしながら今まで多くの人が失敗してきたことであったので、すぐにその業績は認められなかった。1926年になって低分子量の酵素も結晶化できるということを示して業績が認められ、そのかどで1929年に教授に昇進した。
1937年にはグッゲンハイム研究奨励金を与えられ、5か月にわたってスウェーデンのテオドール・スヴェドベリのもとに滞在した。同年、ジェームズ・サムナーと同様の方法でロックフェラー研究所のジョン・ノースロップがペプシンの結晶化に成功した功績でシェール勲章を得た。ノーベル化学賞を1946年にノースロップ、ウェンデル・スタンリーと共に受賞。1948年には国立科学アカデミーの会員となり、1955年ニューヨーク州バッファローで没。
生涯三度結婚し、6人の子をもうけた。最初の妻バーサ・リケッツは、離婚後にシド・リケッツ・サムナーの名で小説家となり、『ピンキー』などが映画化される人気作家となったが1970年に孫に殺害されている。